# 高崎健太郎
高崎 健太郎（たかさき けんたろう、1985年6月24日 - ）は、熊本県上益城郡甲佐町出身の元プロ野球選手（投手）。現役時代は横浜ベイスターズ（2012年以降の球団名は「横浜DeNAベイスターズ」）で10年間プレーし、DeNAが親会社になった2012年にはDeNA球団初の開幕投手も務めた。

## 来歴・人物

### プロ入り前
熊本県上益城郡甲佐町出身。小学3年で野球を始め、鎮西高では「九州のドクターK」と呼ばれる。3年夏の熊本大会ではベスト4まで勝ち進む。
2004年、日産自動車に入社。2005年はアジア選手権、9月のW杯で日本代表に選出。W杯では5試合で14回2/3を投げ防御率0.61を記録した。2006年の都市対抗野球大会では日産の2年連続の準優勝に貢献。同年、横浜ベイスターズに大学生・社会人ドラフト希望枠で指名を受け、入団。佐々木主浩の背番号22を引き継ぐ。

### プロ入り後

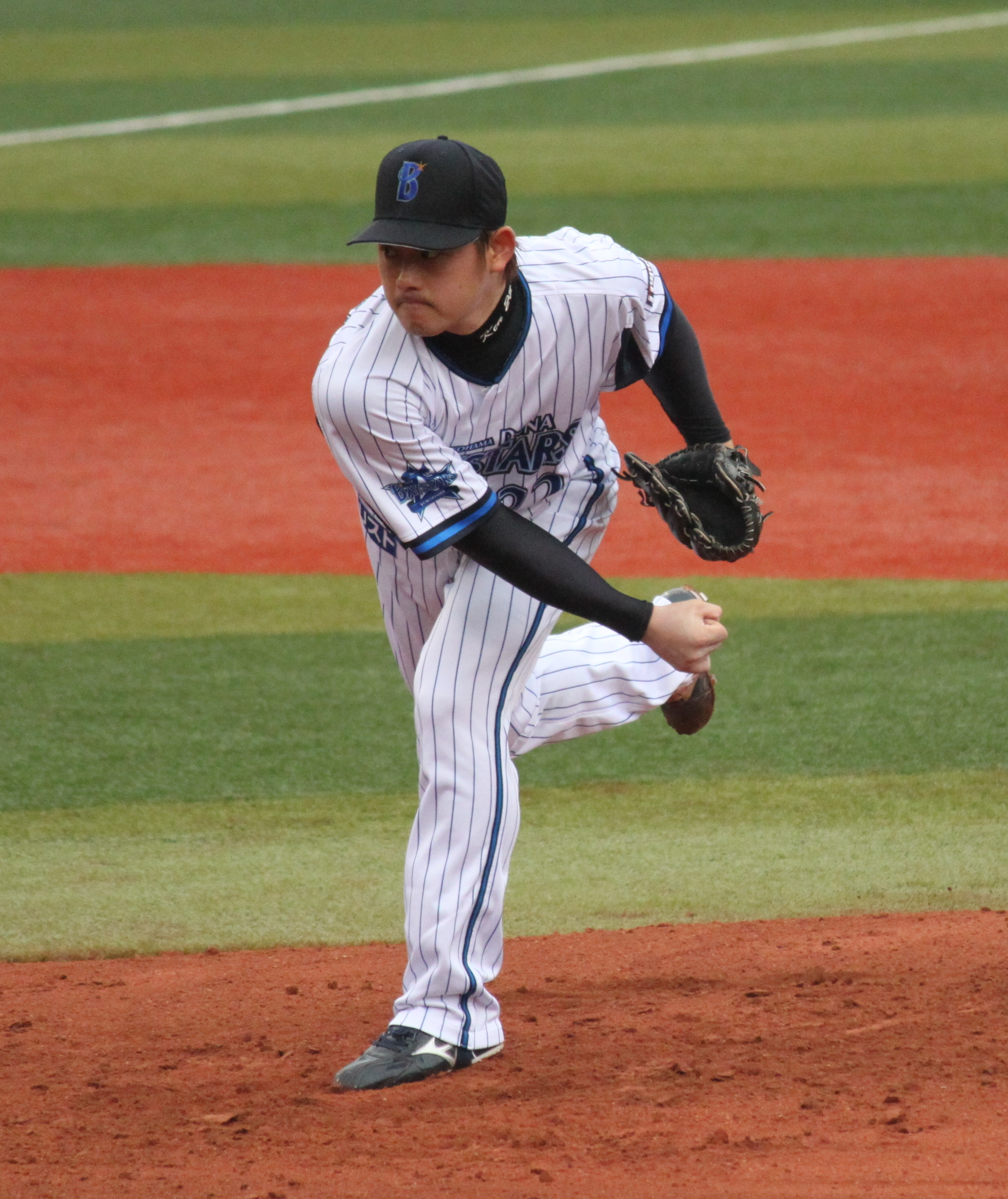
高崎の投球フォーム（2012年5月3日、横浜スタジアム）

2007年、二軍で10勝5敗、防御率2.46で、イースタン・リーグ最多勝。シーズン終盤に一軍昇格し、先発で2勝。
2008年、二軍で16試合に登板し防御率2.08だったが、一軍では11試合登板で防御率7.94。
2009年、リリーフに転向し一軍で56試合に登板。
2010年、先発2試合を含む7試合に登板、防御率は7.80。2010年度シーズン終了後、結婚。
2011年、開幕カード3戦目の中日ドラゴンズ戦に先発し、7回1失点に抑えシーズン初勝利を挙げると、球団で唯一規定投球回をクリアして5勝で三浦大輔と並んでチーム最多勝利を果たした。一方でリーグワーストの15敗。防御率は3.45を記録し1年間ローテーションを守ったものの援護率はリーグワーストの2.20と投高打低であったことや、無援護に苦しんだことで勝ち星を伸ばすことができなかった。
2012年、初の開幕投手を務め、阪神タイガース打線を6回1失点（自責点0）に抑えた。24試合中17試合でQSを達成するなど最終的にはキャリアハイとなる7勝、防御率3.20と自身最高の成績を残したが、昨年と同じように無援護に苦しみ、自責点0ながら勝ち星がつかない試合が6試合あった。
2013年、二年連続の開幕投手に指名されたがオープン戦で西岡剛の放った打球を足に受け、開幕投手の座を藤井秀悟に譲った。4月5日の東京ヤクルトスワローズ戦（神宮球場）で7回1失点に抑えシーズン初勝利。セ･パ交流戦中は中継ぎとなり、7月27日の阪神タイガース戦を最後に一軍での登板は無く、2勝5敗。
2014年、開幕は二軍で迎えたが、4月4日に一軍登録されリリーフとして起用された。7試合に登板し防御率5.14の成績で同月21日に二軍降格となる。7月23日に先発として一軍に復帰し、復帰戦で6回被安打8、1四球、自責2で勝敗はつかなかった。翌日登録抹消されるも、8月に再び復帰、10試合連続2桁安打を放っているヤクルト打線を相手に6回を投げ、自責点2と好投。ヤクルトの連続2桁安打を止め、シーズン初勝利を手にした。最終的に先発では7試合に登板し、2勝3敗、防御率4.01。
2015年、開幕ローテーション入りを果たし、2試合目までは防御率0点台と安定していたが、それ以降は炎上を繰り返し二軍落ち。8月の復帰戦では勝利投手になるなど好投をしたが、次の試合では炎上。2016年、キャンプ中に起こした痛風による左足人さし指付け根の炎症に苦しみ、プロ入り後初の一軍登板なしに終わった。
2017年、8年ぶりにリリーフに転向し、オープン戦で7試合に登板し防御率0.00で2年ぶりに開幕一軍入りしたが、開幕戦で1回3失点と炎上し、二軍降格。その後は二軍でも精彩を欠き、同年9月26日に戦力外であることが報じられ、10月1日に引退発表した。12月2日付で、自由契約選手として公示された。

### 引退後
現役引退後は、同球団で球団職員（スコアラー）を務める。

## 選手としての特徴
平均球速約143km/h、最速152km/hのストレートとスライダー、カーブ、チェンジアップを投げる。

## 詳細情報

### 年度別投手成績
| 年 度     | 球 団     | 登 板 | 先 発 | 完 投 | 完 封 | 無 四 球 | 勝 利 | 敗 戦 | セ 丨 ブ | ホ 丨 ル ド | 勝 率 | 打 者 | 投 球 回 | 被 安 打 | 被 本 塁 打 | 与 四 球 | 敬 遠 | 与 死 球 | 奪 三 振 | 暴 投 | ボ 丨 ク | 失 点 | 自 責 点 | 防 御 率 | W H I P |
| --------- | --------- | ----- | ----- | ----- | ----- | -------- | ----- | ----- | -------- | ----------- | ----- | ----- | -------- | -------- | ----------- | -------- | ----- | -------- | -------- | ----- | -------- | ----- | -------- | -------- | ------- |
| 2007      | 横浜 DeNA | 9     | 4     | 0     | 0     | 0        | 2     | 1     | 0        | 0           | .667  | 140   | 30.0     | 35       | 3           | 14       | 0     | 2        | 23       | 1     | 0        | 24    | 18       | 5.40     | 1.63    |
| 2008      | 横浜 DeNA | 11    | 2     | 0     | 0     | 0        | 0     | 2     | 0        | 0           | .000  | 90    | 17.0     | 30       | 3           | 9        | 0     | 0        | 17       | 1     | 0        | 17    | 15       | 7.94     | 2.29    |
| 2009      | 横浜 DeNA | 56    | 0     | 0     | 0     | 0        | 4     | 0     | 1        | 5           | 1.000 | 312   | 74.0     | 81       | 5           | 16       | 3     | 1        | 59       | 2     | 0        | 36    | 33       | 4.01     | 1.31    |
| 2010      | 横浜 DeNA | 7     | 2     | 0     | 0     | 0        | 1     | 1     | 0        | 0           | .500  | 70    | 15.0     | 23       | 3           | 4        | 0     | 0        | 9        | 0     | 0        | 13    | 13       | 7.80     | 1.80    |
| 2011      | 横浜 DeNA | 29    | 29    | 0     | 0     | 0        | 5     | 15    | 0        | 0           | .250  | 739   | 177.1    | 182      | 9           | 36       | 0     | 2        | 127      | 3     | 0        | 71    | 68       | 3.45     | 1.23    |
| 2012      | 横浜 DeNA | 24    | 24    | 2     | 0     | 0        | 7     | 10    | 0        | 0           | .412  | 643   | 151.2    | 155      | 9           | 40       | 0     | 4        | 97       | 2     | 0        | 63    | 54       | 3.20     | 1.29    |
| 2013      | 横浜 DeNA | 20    | 9     | 0     | 0     | 0        | 2     | 5     | 0        | 4           | .286  | 298   | 66.1     | 76       | 10          | 31       | 0     | 0        | 54       | 0     | 0        | 44    | 43       | 5.83     | 1.61    |
| 2014      | 横浜 DeNA | 14    | 7     | 0     | 0     | 0        | 2     | 3     | 0        | 2           | .400  | 213   | 49.2     | 54       | 6           | 14       | 0     | 0        | 30       | 0     | 0        | 26    | 23       | 4.17     | 1.37    |
| 2015      | 横浜 DeNA | 7     | 7     | 0     | 0     | 0        | 2     | 3     | 0        | 0           | .400  | 149   | 34.1     | 46       | 1           | 10       | 0     | 0        | 19       | 1     | 0        | 19    | 19       | 4.98     | 1.63    |
| 2017      | 横浜 DeNA | 1     | 0     | 0     | 0     | 0        | 0     | 0     | 0        | 0           | ----  | 8     | 1.0      | 4        | 0           | 1        | 0     | 0        | 0        | 0     | 0        | 3     | 3        | 27.00    | 5.00    |
| NPB：10年 | NPB：10年 | 178   | 84    | 2     | 0     | 0        | 25    | 40    | 1        | 11          | .385  | 2662  | 616.1    | 686      | 49          | 175      | 3     | 9        | 435      | 10    | 0        | 316   | 289      | 4.22     | 1.40    |

- 各年度の太字はリーグ最高
- 横浜（横浜ベイスターズ）は、2012年にDeNA（横浜DeNAベイスターズ）に球団名を変更

### タイトル
- イースタン・リーグ最多勝：1回（2007年）

### 表彰
- フレッシュオールスター優秀選手賞（2007年、2番手として登板、2回無安打4奪三振）

### 記録
投手記録
- 初登板：2007年4月25日、対読売ジャイアンツ5回戦（東京ドーム）、6回裏に3番手で救援登板、2回4失点[9]
- 初奪三振：同上、6回裏に小笠原道大から空振り三振[9]
- 初先発：2007年7月29日、対阪神タイガース13回戦（阪神甲子園球場）、5回5失点で敗戦投手[10]
- 初勝利・初先発勝利：2007年10月2日、対阪神タイガース24回戦（横浜スタジアム）、7回無失点[11]
- 初ホールド：2009年4月30日、対阪神タイガース6回戦（阪神甲子園球場）、8回裏に3番手で救援登板、1回無失点[12]
- 初セーブ：2009年8月22日、対中日ドラゴンズ17回戦（ナゴヤドーム）、11回裏に6番手で救援登板・完了、1回無失点[13]
- 初完投：2012年6月29日、対広島東洋カープ7回戦（MAZDA Zoom-Zoom スタジアム広島）、8回2失点で敗戦投手[14]

打撃記録
- 初安打・初打点：2007年10月2日、対阪神タイガース24回戦（横浜スタジアム）、2回裏に安藤優也から右前適時打[11]

### 背番号
- 22 （2007年 - 2017年）

### 登場曲
- 餓鬼レンジャー／YOKA YOKA BABY

### アマチュア時代の戦績・記録
- 2006年アジア競技大会野球日本代表（銀メダル）